# حارة الإصلاحية (ذمار)
حارة الإصلاحية هي إحدى حارات مدينة ذمار التابعة لمحافظة ذمار، بلغ تعداد سكانها 3,024 نسمة حسب تعداد اليمن لعام 2004.